# Lycodryas granuliceps
Lycodryas granuliceps — вид змій родини Pseudoxyrhophiidae. Ендемік Мадагаскару.

## Поширення і екологія
Lycodryas granuliceps поширені на північному заході острова Мадагаскар та на сусідніх островах Нусі-Бе і Нусі-Комба. Вони живуть у вологих і сухих тропічних лісах, на висоті від 60 до 140 м над рівнем моря. Ведуть деревний, нічний спосіб життя.